# Дмитрий III
Дмитрий Константинович Суздалски (на руски: Дми́трий Константи́нович Су́здальский) е княз на Суздал (1359 – 1383) и Нижни Новгород (1365 – 1383) и велик княз на Владимирско-Суздалското княжество (1359 – 1362).

## Живот
Дмитрий е син на влиятелния суздалски княз Константин. Като един от най-старшите потомци на Всеволод Голямото гнездо, той наследява като велик княз московския княз Иван II, чийто син Дмитрий е малолетен. Дмитрий Суздалски поддържа мирни отношения със Златната орда, но е принуден да отблъсква нападенията на новгородски пирати (ушкуйници), които нападат дори град Суздал.
Дмитрий Суздалски е последният велик княз, който управлява от Владимир и се опитва да възвърне предишния му блясък, което предизвиква недоволството на московската аристокрация. През 1362 той е отстранен и мястото му е заето от малолетния московски княз Дмитрий, който се жени за дъщеря му Евдоксия Дмитриевна. С това Москва окончателно става център на руските земи.
След като отстъпва великокняжеската титла, Дмитрий продължава да управлява в Суздал, а след това и в Нижни Новгород. Той участва в някои от походите на зет си срещу Златната орда.
От най-големия син на Дмитрий Суздалски Василий Кирдяпа произлиза известната фамилия Шуйски.